# 大森健一
大森 健一（おおもり けんいち、1935年(昭和10年) - ）は、日本の医学者、精神科医。専門は精神病理学。獨協医科大学名誉教授。元学校法人獨協学園理事長。元獨協医科大学学長。学位は、医学博士。

## 来歴
- 1935年 - 誕生
- 1963年 - 東京医科歯科大学医学部卒業
- 1983年 - 医学博士（東京医科歯科大学）[2]
- 1988年 - 獨協医科大学医学部精神神経医学教室助教授[1]
- 1996年 - 獨協医科大学医学部精神神経医学教室主任教授。後に名誉教授
- 2000年 - 獨協医科大学学長。後に学校法人獨協学園理事長
- 2016年11月 - 瑞宝中綬章受章[3]

現職 医療法人至誠会滝澤病院理事長

## 学会
- 日本精神病理学会理事
- 日本芸術療法学会理事長
- 日本園芸療法学会理事

## 著書

### 共編
- 『精神病理学の展望 I 分裂病の世界』岩崎学術出版社、1995年3月。ISBN 9784753392049。

## 論文
- 「初老期・老年期うつ病の発病状況 —その臨床精神医学的・精神病理学的研究」『精神神経学雑誌』第85巻第3号、1983年3月、156-178頁。

## 関連人物
- 島崎敏樹
- 島薗安雄
- 宮本忠雄
- 小田晋
- 吉松和哉
- 高江洲義英